# غرس سوف
غرس سوف هو أحد أنواع التمور واحات بلاد وادي سوف بالشرق الجزائرية، وجلب إلى الواحات التونسية. وهو أكبر حجما نسبيا من غرس مطيقي. وينضج في شهر أوت ويؤكل تمرا وبسرا ويكون ألذ عندما يكون نصف الثمرة بسرا ونصفه الآخر تمرا. ويقع تخزينه. 